# Hiperinflación

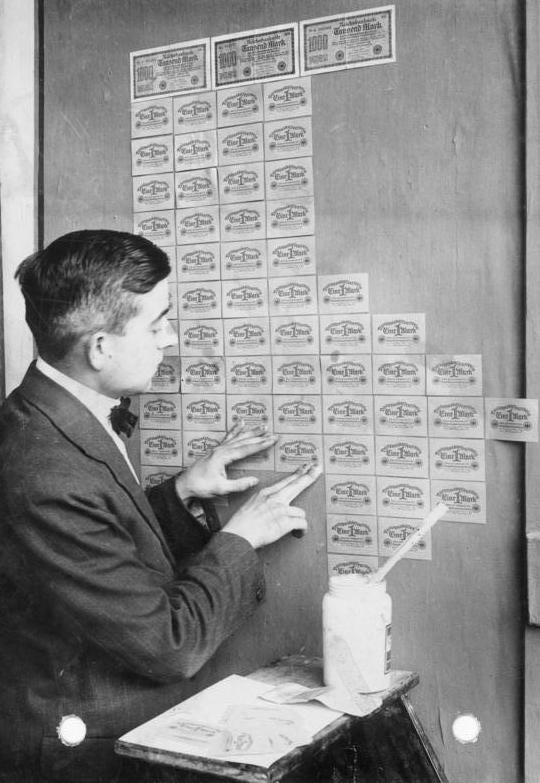
La absoluta pérdida de valor de una moneda puede llevar a casos como el de esta imagen: un alemán muestra la devaluación del dinero empapelando una pared con billetes de un marco alemán, más baratos que el papel de pared (véase: hiperinflación alemana de 1921-23).

En economía, la hiperinflación es una inflación muy elevada, fuera de control, en la que los precios aumentan rápidamente al mismo tiempo que la moneda pierde su valor real y la población tiene una evidente reducción en su patrimonio monetario.
La definición usada por la mayoría de los economistas es «un ciclo inflacionario sin tendencia al equilibrio». Se origina un círculo vicioso en el que se crea más y más inflación con cada repetición del ciclo. Se hace visible cuando hay un aumento imparable del suministro de dinero o una degradación drástica de la moneda, y se asocia con frecuencia con guerras (o sus consecuencias), depresiones económicas, y trastornos sociales o políticos.
Casi todas las hiperinflaciones han sido causadas por déficits presupuestarios del gobierno financiados por la creación de moneda. La hiperinflación suele estar asociada a algún tipo de tensión en el presupuesto gubernamental, como guerras o sus secuelas, agitaciones sociopolíticas, un colapso de la oferta agregada o uno de los precios de las exportaciones, u otras crisis que dificultan la recaudación de ingresos fiscales por parte del gobierno. Una fuerte disminución de los ingresos fiscales reales junto con una fuerte necesidad de mantener el gasto público, junto con la incapacidad o la falta de voluntad de pedir préstamos, puede llevar a un país a la hiperinflación.

## Características
Ludwig von Mises en su libro La Teoría del Dinero y el Crédito, explica el fenómeno de la hiperinflación.
En 1955, Philip Cagan escribió La dinámica monetaria de la hiperinflación, considerado generalmente como el primer estudio serio de la hiperinflación y sus consecuencias.[cita requerida] En él, definió la hiperinflación como una inflación mensual de al menos 50 % (8650 % interanual).
La Norma Internacional de Contabilidad n.º 29 describe cuatro indicadores de una posible hiperinflación económica:
1. La población general prefiere mantener su riqueza en bienes no monetarios o en una moneda extranjera relativamente estable. Cualquier cantidad en moneda local es inmediatamente invertida para mantener poder adquisitivo.
2. La población general considera cantidades monetarias no en términos de moneda local, sino en términos de una moneda extranjera relativamente estable. Es posible que los precios se fijen en moneda extranjera.
3. Las ventas y compras a crédito se realizan a precios que compensan por la pérdida anticipada de poder adquisitivo durante el periodo crediticio, incluso si este periodo es corto.
4. Los tipos de interés, salarios y precios se vinculan a un índice de precios y la inflación acumulativa durante tres años se acerca al 100 % o lo sobrepasa.

## Causas últimas de hiperinflación
La causa de hiperinflación es un aumento rápido y masivo y sostenido de la cantidad de dinero que no se encuentra apoyado por crecimiento en la producción de bienes y servicios. Esto resulta en un desequilibrio entre la oferta y la demanda de dinero (incluyendo moneda y depósitos bancarios), acompañado por una completa pérdida de confianza en el dinero, similar a situaciones en las que los clientes de un banco retiran su dinero simultáneamente. La aprobación de leyes de moneda de curso legal y controles de precios para evitar la pérdida de valor del papel moneda relativo al oro, plata, moneda o mercancías, fracasa en forzar la aceptación de un papel moneda que no tiene valor intrínseco. Si la entidad responsable de imprimir moneda promueve la imprenta excesiva de dinero, con otros factores contribuyendo un efecto reforzatorio, la hiperinflación normalmente continúa. Con frecuencia la entidad responsable de imprimir moneda no puede físicamente imprimir papel moneda más rápido que la velocidad a la que se está devaluando, así neutralizando sus intentos de estimular la economía.
La hiperinflación se encuentra generalmente asociada con el papel moneda porque los medios para aumentar el suministro de papel moneda es el más simple: añadir más ceros a las placas e imprimir, o incluso estampar viejos billetes con nuevos números. Ha habido numerosos episodios de hiperinflación, seguidos de un regreso a la «moneda dura». Algunas economías en el pasado revertían a moneda dura y al trueque cuando el medio en circulación se devaluaba en exceso, generalmente después de una retirada precipitada del depósito del valor.
La hiperinflación efectivamente elimina el poder adquisitivo de ahorros públicos y privados, distorsiona la economía en favor de un consumo extremo y la acumulación de bienes reales, causa la fuga del país de la base monetaria, y hace del área afectada anatema para la inversión. La hiperinflación se trata con remedios drásticos, tanto imponiendo una terapia de choque de reducción del gasto público como alterando la base de la moneda. Un ejemplo de lo último es poner la nación en cuestión bajo un consejo monetario como el de Bosnia-Herzegovina en 2005, el cual permite al banco central imprimir solo la cantidad de dinero que tiene en reservas de moneda extranjera. Otro ejemplo es la dolarización de Ecuador, oficialmente iniciada en septiembre de 2000, en respuesta a la pérdida de un masivo 75 % de valor del Sucre a principios de enero de ese mismo año.
Otra forma de combatir o poder lidiar en una economía con altos grados de inflación, es cotizar en una moneda extranjera generalmente estable, sin utilizarla. Por ejemplo, un vendedor de autos ecuatoriano cotiza en dólares estadounidenses, aunque le paguen con sucres, ya que se atenderá al tipo de cambio vigente y así evita estar negociando nuevos precios, a este método se le llama indexación, debido a que las monedas extranjeras también se ajustan a la inflación local.
Entre las causas analizadas a la luz de los casos históricos de hiperinflación, también podemos nombrar:
- Un contexto político excepcional (guerra internacional, guerra civil, desastre, crisis económica, etc.);
- Un muy alto nivel de deuda pública acumulada;
- Imposibilidad de honrar el servicio de la deuda;
- El bajo nivel de tributación de los hogares y empresas;
- La falta de transparencia de las cuentas públicas;
- La ausencia de regulaciones cambiarias;
- La pérdida de confianza de los actores financieros internacionales;
- La imposibilidad de que el Estado tome prestado en el exterior;
- La multiplicación incontrolada de agentes que producen medios de pago;
- Indexación sistemática entre salarios, tasas de interés y aumentos de precios;
- Una dramática caída en el nivel de ahorro;
- La falta de suficientes bloqueos de seguridad (regulaciones de emergencia, precios de parada, cierre de bancos, controles de precios, etc.).

Esta lista no es exhaustiva y ninguna de estas causas es más decisiva que otra porque, en el contexto y la situación, cada caso de hiperinflación parece ser único. Tampoco se excluyen entre sí. Por ejemplo, la hiperinflación de la República de Weimar se debe en parte a la escasez, pero también al endeudamiento alemán que empuja a Alemania a imprimir dinero (incrementa fuertemente la oferta monetaria, finalmente otros factores) a medida que los salarios se indexan a la inflación, aumentan bruscamente, dando lugar a un círculo vicioso. En Zimbabue, la inflación también se debió a un shock de creación de dinero (para pagar las deudas y financiar el estado) pero también la confiscación de tierras blancas a gerentes cercanos al poder, pero no buenos gerentes: ha habido una fuerte caída en la producción (choque de oferta).
Las consecuencias de la hiperinflación son igualmente complejas. Como la hiperinflación siempre ha sido una experiencia traumática para el área que la sufre, el siguiente régimen casi siempre instaura políticas para evitar su reaparición. A menudo esto implica hacer que el banco central sea muy agresivo en mantener la estabilidad de precios como es el caso del Bundesbank alemán, o moverse hacia alguna base monetaria dura tal como un consejo monetario. Muchos gobiernos han aprobado controles extremadamente estrictos de precios y salarios a consecuencia de la hiperinflación, lo que es en efecto una forma forzada de ahorro.

## Modelos de hiperinflación
Al ser la hiperinflación visible como un efecto monetario, los modelos de hiperinflación se centran en la demanda de dinero. Los economistas ven tanto un rápido aumento en el suministro de dinero como un aumento en la velocidad de intercambio del dinero si la inflación no se para. Cualquiera de estas dos, o ambas, son las causas últimas de inflación e hiperinflación. Un aumento dramático en la velocidad de intercambio del dinero como la causa de hiperinflación es central al modelo de hiperinflación de «crisis de confianza», donde la prima de riesgo que los vendedores demandan por el papel moneda sobre el valor nominal aumenta rápidamente. La segunda teoría es que hay un aumento radical en la cantidad de medio de cambio en circulación, que puede ser denominado el «modelo monetario» de hiperinflación. En los dos modelos, el segundo efecto se deriva del primero: poca confianza que fuerza un aumento en el suministro de dinero, o demasiado dinero que destruye la confianza.
La hiperinflación es un ciclo de realimentación positivo de expansión monetaria rápida. Tiene la misma causa que otros tipos de inflación: las instituciones emisoras de dinero, centrales o no, producen moneda para pagar una espiral de gastos, con frecuencia debido a una política fiscal descuidada, o a gastos militares en aumento. Cuando los vendedores perciben que la entidad emisora se ha comprometido a una política de rápida expansión monetaria, suben los precios para cubrir la caída esperada del valor del dinero. La entidad emisora debe entonces acelerar su expansión para cubrir esos precios, lo que reduce el valor de la moneda de forma más rápida. De acuerdo con este modelo la entidad emisora no puede prevalecer y la única solución es parar abruptamente la expansión de la moneda. Desafortunadamente, el fin de la expansión puede causar un severo trauma financiero a aquellos que usaban la moneda al ajustarse las expectativas de forma repentina. Esta política, combinada con reducciones de pensiones, salarios y gastos gubernamentales, formaban parte del consenso de Washington de los años 1990.

## Ecuación cuantitativa de la hiperinflación
Una explicación para el aumento en el nivel general de precios en la hiperinflación es la ecuación de cantidad de Irving Fisher:
{\displaystyle {\text{número de transacciones}}\cdot {\text{nivel de precios}}={\text{oferta de dinero}}\cdot {\text{velocidad de circulación}}}
Esta fórmula se puede transformar en:
{\displaystyle {\text{nivel de precios}}={\frac {{\text{oferta de dinero}}\cdot {\text{velocidad de circulación}}}{\text{número de transacciones}}}}
Por lo tanto, el nivel de precios aumenta en consecuencia et alii
- Proporcional a la oferta monetaria (si, por ejemplo, el banco central emite más dinero, pero la velocidad de circulación y el número de transacciones permanecen sin cambios);
- Igualmente proporcional a la velocidad de circulación, si la cantidad de dinero y el número de transacciones permanecen sin cambios;
- También proporcional al recíproco del número de transacciones (por ejemplo, en el caso de una interrupción del ciclo económico debido a catástrofes; como otro ejemplo, cuando la capacidad de entrega se rompe repentinamente, pero la demanda se mantiene, con las tasas de circulación y dinero sin cambios).

## Hiperinflación en África

### Zimbabue

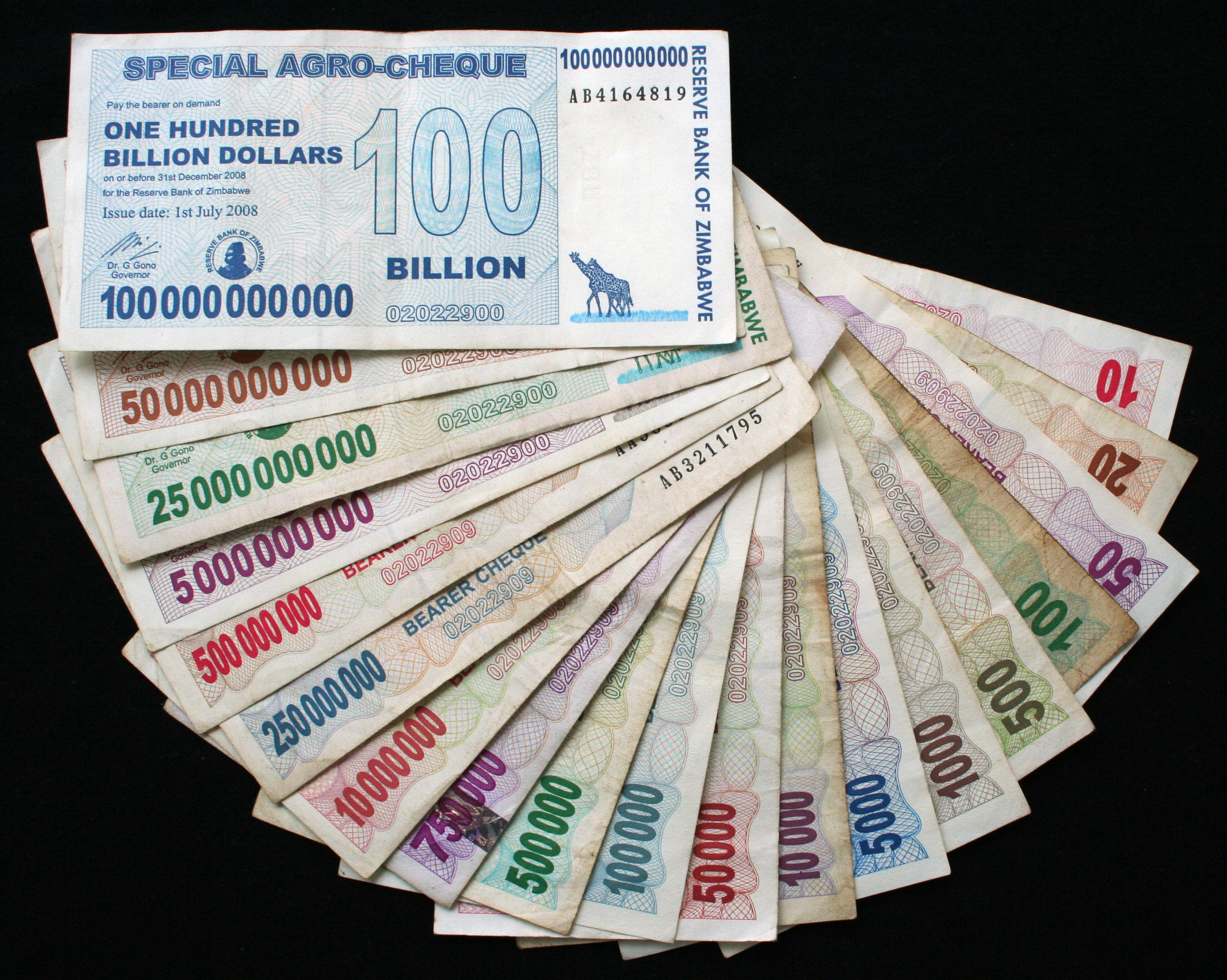
Una selección de billetes de Zimbabue impresos entre julio de 2007 y julio de 2008 (actualmente fuera de circulación) que ilustran la hiperinflación reinante en el país. Obsérvese las astronómicas cifras que representan.

La hiperinflación en Zimbabue persiste desde inicios de la década de 2000, poco después de la confiscación de tierras agrícolas en manos de la minoría blanca por parte del gobierno zimbabuense y su rechazo a pagar las deudas con el Fondo Monetario Internacional. Datos de noviembre de 2008 estimaban que la tasa de inflación anual de Zimbabue era de 89 700 trillones por ciento (es decir, los precios se duplicaban cada 24.7 horas). En abril de 2009, Zimbabue abandonó la impresión del dólar zimbabuense, haciendo que el rand sudafricano y el dólar estadounidense se convirtieran en las monedas estándar para el cambio. La moneda local ha desaparecido y en 2014 en las calles tan solo circulan dólares estadounidenses y rands sudafricanos.
Pero también se da en otros países como Sudán del Sur: 

## Hiperinflación en América
Según el economista Steve Hanke, Latinoamérica ha estado históricamente afectada por niveles altos de inflación, pero muy pocos incidentes de hiperinflación. Entre los pocos casos registrados está el de Argentina en 1990; Brasil en marzo de 1990, con una inflación mensual de 82.4 %; Bolivia en septiembre de 1985, que llegó al 183 % mensual, y cerca de 60 000 % al año; Perú, que inició en 1987 cuyo máximo ocurrió en agosto de 1990, llegó a 397 %. y empezó a desacelerar; y el contemporáneo caso de Venezuela que inició desde 2017 y desacelera en febrero de 2022.

### Argentina

Hiperinflación en Argentina.

En 1989 con la devaluación del austral en Argentina, miles de personas pasaron hacia la pobreza: la hiperinflación devoró salarios, generó revueltas, saqueos y llevó al adelantamiento del traspaso del poder. La hiperinflación provocó un aumento en el porcentaje de personas viviendo en la pobreza del 25 % a comienzos de 1989, al récord histórico de 47.3 % en octubre del mismo año. A fines de 1989 sería nombrado jefe del banco Central Javier González Fraga durante su gestión (8 de julio de 1989-24 de noviembre de 1989) se desató la hiperinflación argentina de 1990, que tuvo implicaciones económicas ya que afectó a todo el sistema productivo y la sociedad; además del alto endeudamiento externo e interno, estancamiento, escasa inversión en bienes de capital e infraestructura y un grave desequilibrio fiscal; se sumó la pérdida del valor de la moneda austral, llevada a cabo por el Banco Central en 1989, cuando estalló una hiperinflación del 3079 % anual. Ese año el dólar estadounidense subió el 2038 %. puesto nuevamente al frente del Banco Central en marzo de 1990. En su segunda gestión se opuso a la convertibilidad e impulsó el tipo de cambio libre y flotante. Tras unos meses de nueva gestión al frente del banco central, sus medidas volvieron a desatar un nuevo proceso hiperinflacionario. Meses después el economista Jorge Born lo sindicó como responsable de la segunda hiperinflación argentina.
Periodos de hiperinflación ocurrieron en Latinoamérica en el periodo 1975-1995 a causa de las crisis de deuda que afecto a la mayoría de los países de la región. Posteriormente, eventos aislados como la crisis financiera de México de 1994-1995 y la crisis de Argentina de 2001-2003 trajeron periodos de alta inflación.[cita requerida]
En julio de 2018 la economía nacional de Argentina fue calificada como hiperinflacionaria por un organismo regulador de Estados Unidos, vinculado a la Security and Exchange Commission (SEC), dispuso esa semana que Argentina merece esa calificación por haber acumulado en los últimos tres años más de 100 por ciento de inflación, basándose a las Normas Internacionales de Información Financiera (NIIF), que regulan la presentación de balances de las empresas que cotizan en Bolsa en todo el mundo. Datos más importantes:

### Brasil
La inflación se inicia con la presidencia de João Baptista Figueiredo en enero de 1984 luego de mantener una inflación con tres cifras durante un año  para ese mes de 166.26 %y se desarrolló durante todo el gobierno del PMDB (Partido del Movimiento Democrático Brasileño) del presidente José Sarney, en el cual la inflación se disparó días después de las elecciones legislativas, lanzando el «Plan Bresser» en junio de 1987 con una inflación del mes de 230.58 %, que intentó detener la inflación de dos dígitos eliminando subsidios y elevando impuestos para combatir el déficit mientras se desarrollaban obras públicas y se eliminaba el «gatillo salarial» de 1986. No obstante, el Plan Bresser fracasó y la inflación continuó subiendo. Ese proceso culminó con el decreto de la moratoria en el pago de la deuda externa que el gobierno brasileño ya no podía seguir abonando, disposición emitida el 20 de enero de 1987. Ante este nuevo fracaso se adoptó el «Plan Verano» el 16 de enero de 1989, creando una nueva moneda: el cruzado novo, como réplica a la acelerada devaluación del cruzado; el Plan Verano trató de estabilizar la economía recurriendo al ajuste, sin obtener éxito en el combate a la inflación. En fines del gobierno Sarney, Brasil queda en una crisis de hiperinflación: entre los meses de febrero de 1984 y marzo de 1990, la subida de precios llega al 2756 % interanual y al 86 % mensual.
A principios de los años 90, los problemas fiscales se agravaron y llevaron al presidente del momento, Fernando Collor de Mello, a implementar fuertes medidas para reactivar la economía. Estas incluyeron la privatización de empresas públicas, liberalización de controles de cambios y supresión de órganos gubernamentales. Esto no generó los resultados esperados y la inflación retomó su ritmo creciente, registrando máximos históricos en agosto de 3993.62 %.
En 1992 el gobierno de Itamar Franco dispuso una política de libre mercado, Brasil fue sumido en una grave crisis económica, con una galopante inflación que había llegado  a 1119.1 % en noviembre de 1992, sería de 2477.15 % en noviembre de 1993. llegando su máximo en junio de 1994 a 4922.6 %.

### Bolivia
En la década de los 80, durante la crisis económica, Bolivia sufrió la inflación más alta de Latinoamérica; en 1984 llegó a tener una hiperinflación de 2177 % y en 1985 de 8170 %. Estas cifras destruyeron la estructura productiva del país, así como la economía en general.

### Nicaragua
Entre 1984 y 1985, con una duración de dieciocho meses, Bolivia reportó un ciclo de hiperinflación que supuso una inflación agregada del 23 454 %, mientras que Nicaragua, con cincuenta y ocho meses de etapa hiperinflacionaria entre 1986 y 1991 llegó a sumna el 13 109 % a su índice de precios y Venezuela, con doce meses cumplidos, superó el 980 000 %.

### Perú
A finales de los años 1980, una fuerte escalada inflacionaria en Perú se sumó a la fuerte crisis económica,[cita requerida] además de la hiperinflación ocurrida durante el primer gobierno Aprista 1985-1990 y el gobierno de Fujimori. En medio del estancamiento económico, el 8 de agosto de 1990, el gobierno de Fujimori anunció un shock económico, conocido como Fujishock: el tipo de cambio se devaluó en 227 %, la inflación alcanzó el 7694.6 % y el precio de la gasolina se disparó en un 3000 . Por lo demás, la mayoría de los países de Latinoamérica en el siglo XXI ha tenido tasas de inflación normalmente entre 5 y 10 %.

### Venezuela
Venezuela inició un largo periodo de inflación continua e ininterrumpida desde 1983 con tasas de dos dígitos porcentuales anuales; aunque entre 2006 y 2012 el gobierno de Hugo Chávez reportó las menores tasas inflacionarias de todo el período, las cuales comenzaron a crecer nuevamente a dos dígitos en 2013 y 2014. 
Pero será en 2015 cuando llegan las tasas por encima del 100 %, desatándose la hiperinflación. Si se hace una comparación del periodo de 2007, cuando se dio entrada al cambio de moneda (Bolívar Fuerte), hasta mediados de 2016, algunos productos como la carne se reportan aumentos de hasta el 8600 %, limitado por los controles gubernamentales y una subida descontrolada del «dólar paralelo», que es el tipo de cambio bolívar-dólar que se hace fuera del establecido por el gobierno de Nicolás Maduro. Mientras tanto, el Banco Central de Venezuela devaluó el Bolívar en 368.7 % pasándolo de 762 Bs/$ a 2810 Bs/$, reportando así un índice inflacionario de 799.9 % con una subida de precios en alimentos y medicinas cada 18 días. El país hace frente al impacto de la caída de los precios del petróleo con una recesión desde el 2014, una caída dramática de sus importaciones, una aguda escasez de alimentos y medicinas y una fuerte agitación política y social.
En 2017 la inflación fue de 2616 %, para 2018 el Fondo Monetario Internacional proyectó la inflación venezolana en 1 370 000 % y en 10 000 000 % para 2019. Es la hiperinflación más grande que haya sufrido un país americano, que representa una crisis económica similar a la de Alemania en 1923 o Zimbabue a fines de la década de 2000.
El proceso inflacionario en Venezuela ha derivado en dos cambios de moneda. El 1 de enero de 2008 el bolívar (VEB) fue sustituido por el bolívar fuerte (VEF) a razón de 1000 Bs - 1 Bs.F. y el 20 de agosto de 2018 el bolívar fuerte (VEF) fue sustituido a su vez por el bolívar soberano (VES), a una tasa de cambio de 100 000 Bs.F. - 1 Bs.S. Esto es, en poco más de diez años el bolívar original ha sido sustituido a razón de 100 000 000 Bs = 1 Bs.S. (cien millones de bolívares son un bolívar soberano).

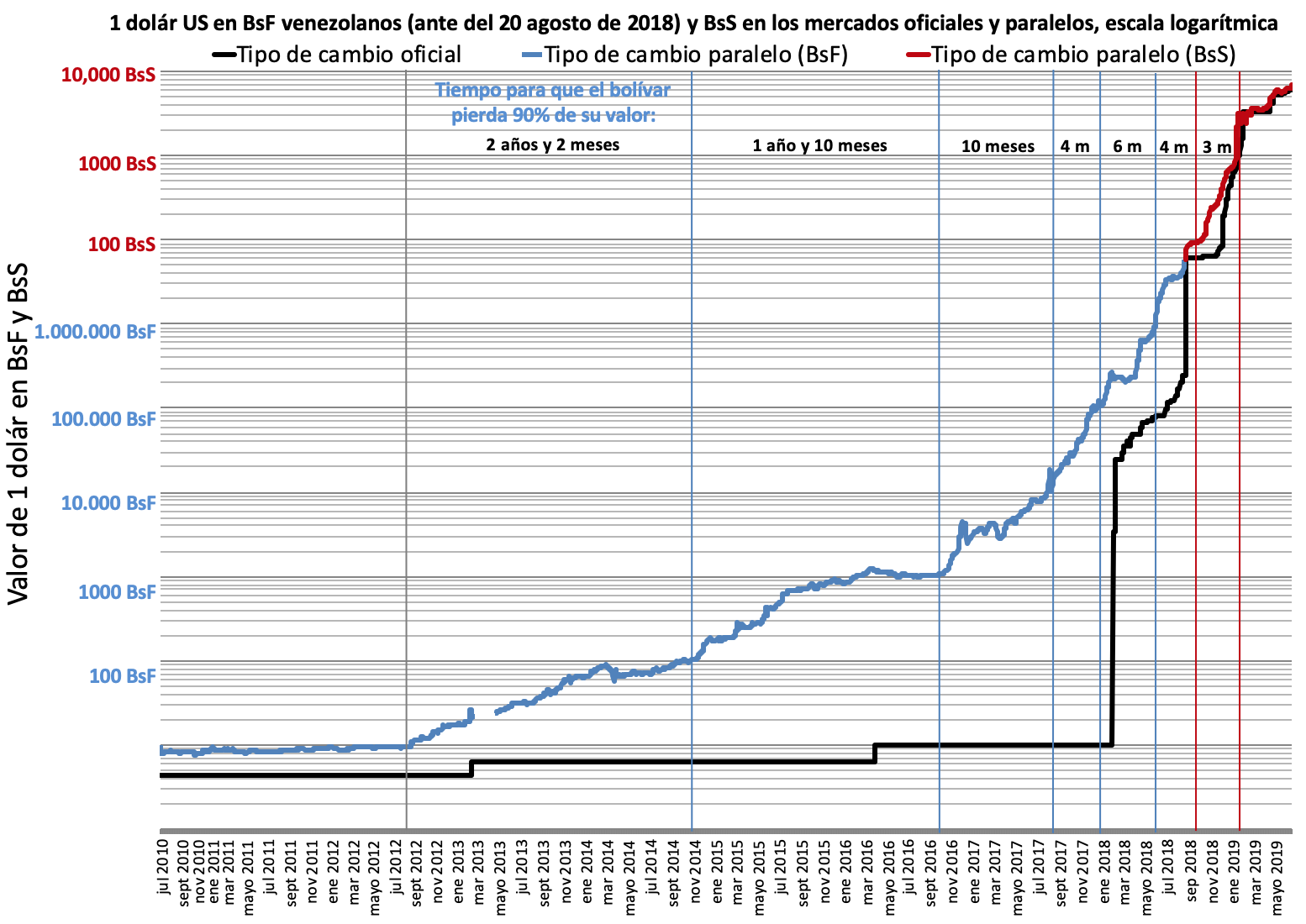
Escala logarítmica de la hiperinflación de Venezuela.

Los primeros síntomas[cita requerida] de inflación continua empezaron a finales de la década de 2000 cuando el 6 de marzo de 2007, el Banco Central de Venezuela y el Poder Ejecutivo aprobaron una reconversión monetaria que entró en vigencia el 1 de enero de 2008 con la publicación en la Gaceta Oficial n.º 38.638 por iniciativa del expresidente Hugo Chávez, tras alcanzar altos niveles de devaluación que marcó el tipo de cambio hasta  4254.11 bolívales por dólar estadounidense en ese entonces. Como parte de los procesos de reconversión, se cambia la denominación, diseño y valuación del circulante. Durante este período, fue permitido el curso legal de las denominaciones existentes antes de la reconversión y las nuevas especies, comprendiendo que las anteriores monedas y billetes, así como cualquier otro título, efecto de comercio, imposiciones fiscales y acciones mercantiles (tales como cheques, bonos, salarios, impuestos, acciones, entre otros) debían expresarse y transarse dividiendo su valor nominal entre mil, que fue el factor de reconversión. De otra forma, el bolívar (Bs.) paso a identificarse como Bolívar Fuerte (Bs.F), y el código ISO se cambió de VEB a VEF.
Según mediciones extraoficiales de la consultora financiera Econométrica, en el mes de octubre de 2017, Venezuela habría registrado una inflación del 50.6 % con respecto al mes anterior, lo cual superaría el umbral mínimo de hiperinflación, definido en un aumento de precios de 50 % en un mes. La firma de análisis financiero, Econométrica, destacó un «máximo histórico» de inflación en la historia de ese país, que atraviesa una grave crisis humanitaria marcada por la escasez y la carestía de productos básicos como alimentos o medicamentos, además de escasez de papel moneda, que obliga a los ciudadanos a hacer largas colas ante los cajeros para retirar el poco efectivo que los bancos reciben, además asevera que Venezuela llevaría años cumpliendo con creces las condiciones que llevarían habitualmente a la hiperinflación, entre las que destaca la emisión descontrolada de dinero por parte del Banco Central y el descenso de bienes en el mercado a causa de la caída de la producción y el cierre de aproximadamente 12 000 empresas.
El 1 de noviembre de 2017, se produjo el quinto aumento del salario mínimo de dicho año, y el trigesimonoveno que comenzara la llamada Revolución bolivariana en 1999. De esta forma, el salario mínimo mensual de los venezolanos se situó en 177 507 bolívares, cantidad que equivalía a 53.07 dólares según la tasa del cambio oficial de referencia (3345 bolívares por dólar) y a 4.30 dólares al cambio que se aplicaba entonces en el mercado negro de divisas.
El año 2017 cerró con una inflación del 2616 % según lo determinó una comisión especializada de la Asamblea Nacional, de mayoría opositora, el año 2018 el Fondo Monetario Internacional estimó que la inflación podría llegar a un máximo de 1 350 000 %.
«Proyectamos un estallido de la inflación hasta 1 000 000 % para el fin de 2018, para indicar que la situación en Venezuela es similar a la de Alemania en 1923 o Zimbabue a fines de la década de 2000», señaló el economista jefe del FMI para América Latina, Alejandro Werner.
«La Comisión de Finanzas, ante la ausencia de cifras aportadas por el Banco Central de Venezuela en lo que respecta a la inflación, ha calculado que tras diez días del paquetazo político el Gobierno, la hiperinflación en Venezuela se ha disparado. Solo en el mes de agosto llegó a 223.1 %, mientras que la acumulada de enero a agosto de 2018 se ubicó en 34 681 % y la anualizada (de agosto de 2017 a agosto de 2018) ya está en 200 005 %» y la inflación diaria es de 4 %.
Para noviembre de 2018 se convierte en la peor en la historia de Latinoamérica con alrededor de 980 000 %. Los precios de los productos en el país monoproductor petrolero suben a razón de 3 o 4 % por día y cada mes el índice de inflación toca o supera 200%, una situación que lleva a los venezolanos a vivir en eterna crispación. Durante el primer sexenio de gobierno de Nicolás Maduro, la inflación acumulada entre los años 2013 y 2019 en el país fue de 5 395 536 286 %. Para finales de 2019 la inflación acumulada siguió alta con 7374 % según la Asamblea Nacional.
En 2022, Venezuela sale del periodo hiperinflacionario.

## Hiperinflación en Asia

### China
Como primer usuario de moneda fiduciaria, China fue también el primer país en experimentar hiperinflación. El papel moneda se introdujo durante la dinastía Tang, y fue generalmente bien recibido. Mantuvo su valor, ya que los sucesivos gobiernos chinos establecieron controles estrictos sobre la emisión. La conveniencia del papel moneda para fines comerciales llevó a una fuerte demanda de papel moneda. Fue solo cuando se rompió la disciplina en la cantidad suministrada que surgió la hiperinflación. [29] La dinastía Yuan (1271–1368) fue la primera en imprimir grandes cantidades de dinero fiduciario para financiar sus guerras, lo que resultó en una hiperinflación.
Mucho años más tarde, la República de China sufrió una hiperinflación de 1948–49. En 1947, el proyecto de ley de denominación más alta fue de 50 000 yuanes. A mediados de 1948, la denominación más alta era de 180 000 000 yuanes. La reforma monetaria de 1948 reemplazó al yuan por el yuan de oro a una tasa de cambio de 1 yuan de oro = 3 000 000 de yuanes. En menos de un año, la denominación más alta fue 10 000 000 de yuanes de oro. En los últimos días de la guerra civil, el yuan de plata se introdujo brevemente a una tasa de 500 000 000 yuanes de oro. Mientras tanto, la denominación más alta emitida por un banco regional fue de 6 000 000 000 de yuanes (emitida por el Banco Provincial de Xinjiang en 1949). Después de que el renminbi fue instituido por el nuevo gobierno comunista, la hiperinflación cesó, con una revalorización de 1:10 000 Renminbi en 1955.
1. Fecha de inicio y finalización: julio de 1943 - agosto de 1945.
2. Mes pico y tasa de inflación: junio de 1945, 302 %.
3. Fecha de inicio y finalización: octubre de 1947 - mediados de mayo de 1949.
4. Mes pico y tasa de inflación: abril 5.07 %.[Bibliografía 2]

## Hiperinflación en Europa

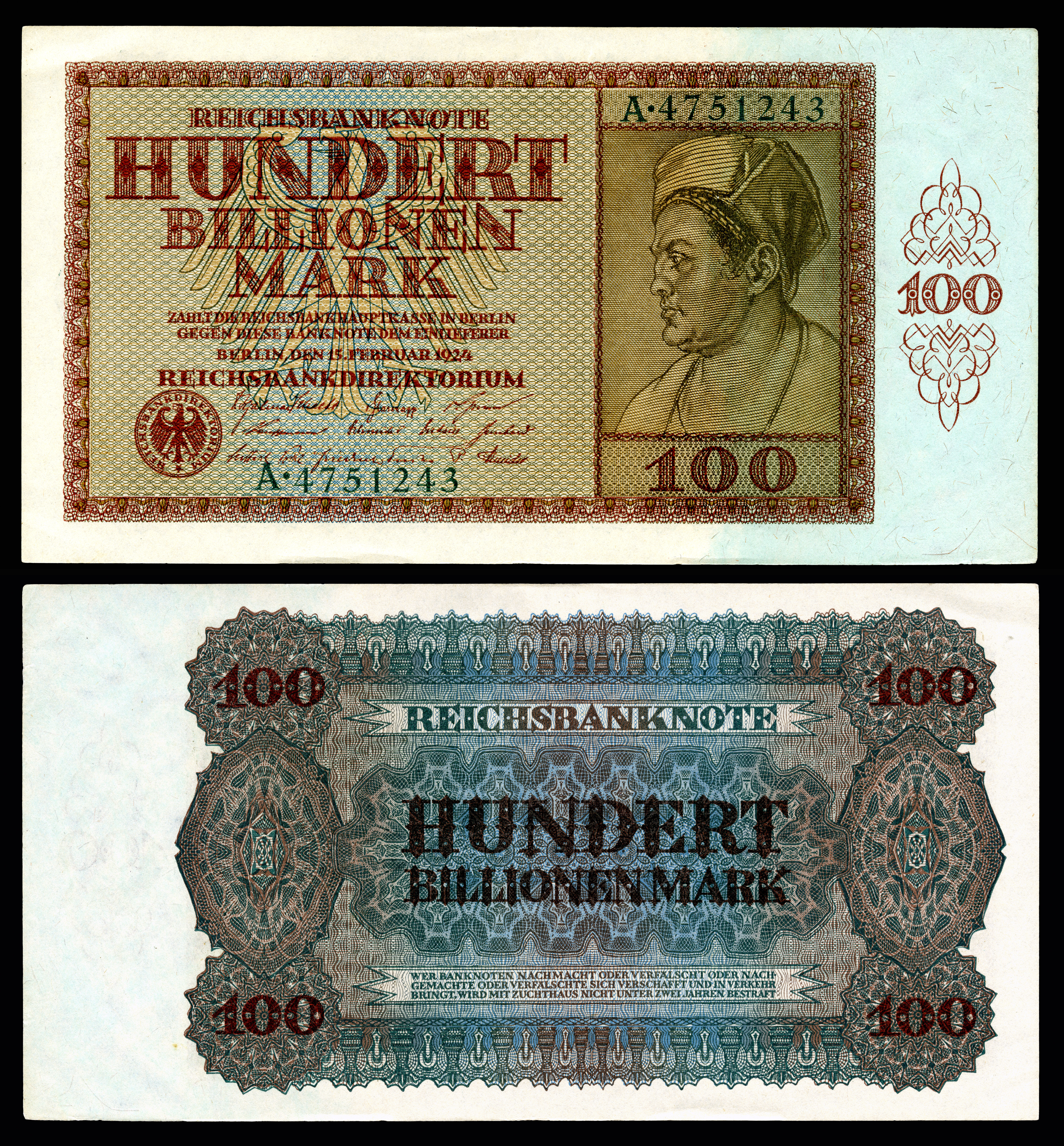
Billete de 100 billones de Marcos (100 x 10^{12}), ejemplo de la hiperinflación alemana en 1923.

### Alemania (República de Weimar)
Después de la I Guerra Mundial, que causó el caos en la economía mundial, el Tratado de Versalles obligó a los vencidos a indemnizar a los vencedores. La incapacidad de pagar las reparaciones fue una de las causas de la hiperinflación en Alemania. Esta llegó a alcanzar la cifra de 1 000 000 000 000 % en 1923 durante la ocupación francesa del Ruhr. Los países del desmembrado Imperio Austro-Húngaro sufrieron también altas dosis de inflación y varias crisis monetarias a medida que el gobierno de Viena aceleraba la impresión de Coronas para suplir sus mermados ingresos fiscales.

### Hungría

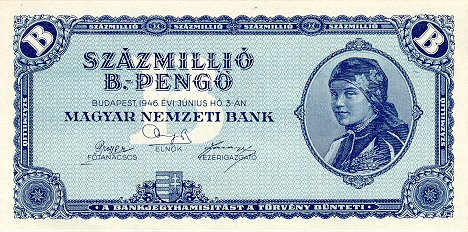
Billete de 10 milones de bilones (100 quintillones, 10^{20}) de pengős

El récord mundial de hiperinflación fue alcanzado en 1946 en Hungría cuando llegó a 41.9 trillones por ciento.
La peor hiperinflación de la historia se produjo cuando el Reino de Hungría, que había sido aliado de la Alemania Nazi desde 1941, fue invadido por la URSS en otoño de 1944. Una vez finalizada la ocupación total en 1945, el 60 % de la economía de Hungría había desaparecido y el país se encontraba en un proceso de transición hacia una economía socialista. La moneda de entonces, el pengő, sufrió la mayor pérdida de valor de la historia. Nada más acabar la guerra, en verano de 1945, ya circulaban billetes de diez millones de pengős por lo que el gobierno creó una nueva moneda, llamada adópengő, cuyo valor inicial a 1 de enero de 1946 era 1 adópengő = 1 pengő. Seis meses después, el adópengő valía dos mil trillones de pengős. A esa tasa, los precios de los productos se duplicaban cada quince horas. La tasa de inflación diaria era del 207 %. Se llegó a imprimir un billete de cien trillones de pengős (un uno seguido de veinte ceros). Un pengő equivalía sólo a la milésima parte de un dólar de la época. Finalmente, el gobierno creó una nueva moneda, el forinto (también conocida como florín húngaro), cuya tasa de cambio era de 1 forinto = 400 000 cuatrillones de pengős (un cuatro seguido de veintinueve ceros).

### Serbia

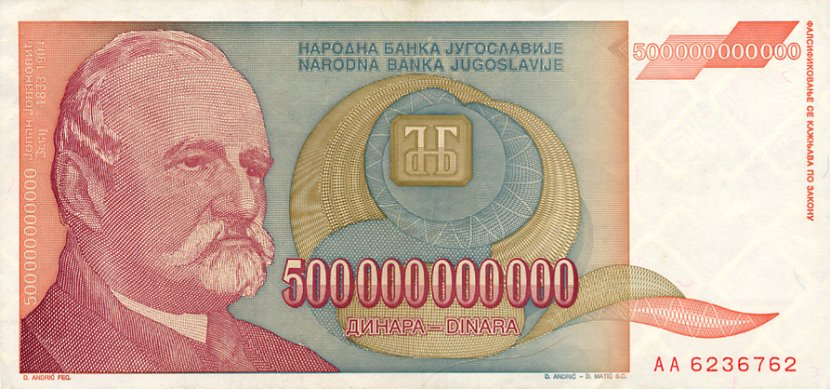
Un billete de 500 000 millones de dinares serbio-yugoslavos de 1993.

En aquellos años, debido a la desintegración de Yugoslavia producida por las guerras yugoslavas y en la que Serbia de Milosevic fue un factor clave se dio uno de los mayores fenómenos de hiperinflación de la historia:

[...]La situación se tornó muy crítica en el segundo semestre de 1993, cuando la inflación entró en una etapa de crecimiento exponencial hasta marcar el índice del 310 000 000 % a finales de diciembre, situándose la tasa para el conjunto del año en el 178 000 %. Ese año llegaron a imprimirse billetes de 500 billones de dinares. Comenzada la cuarta semana de 1994, la inflación, fuera de control, alcanzó el fantástico valor del 5 000 000 000 000 000 %. En otras palabras, los precios de los productos se duplicaban todos los días. La crisis del dinar yugoslavo superó al célebre colapso del marco alemán en los años de la República de Weimar, en 1922-1923. 

La pesadilla inflacionaria terminó a partir del 24 de enero 1994 con la puesta en circulación del nuevo dinar yugoslavo, convertible y ajustado paritariamente con el marco alemán, dentro del plan de estabilización elaborado por el director del Banco Nacional de Yugoslavia, Dragoslav Avramovic. Un nuevo dinar equivalía aproximadamente a trece millones de unidades del antiguo dinar, que había sido revaluado cuatro veces desde enero de 1990, la última hacía tan sólo unos días, el 1 de enero de 1994. Sumando las sucesivas revalorizaciones del nominal monetario, meros artificios para intentar anular la hiperinflación, resultaba que un nuevo dinar de 1994 equivalía a mil trescientos cuatrillones (un trece seguido de veintiséis ceros) de dinares anteriores a 1990.

## Períodos de hiperinflación en el mundo
Entre 1900 y 2019 ha habido casos sorprendentes de hiperinflación, generalmente calculados mensualmente. Como indicador histórico, la Revolución francesa produjo una inflación mensual del 143 % durante el período de siete años entre 1789 y 1796. [cita requerida]El récord de la pérdida de valor del dinero recae sobre Hungría en el período inmediatamente después de Segunda Guerra Mundial, cuando la inflación alcanzó un techo diario del 207 % en el año 1946.
| País               | Porcentaje (%) (algunas cifras están en notación científica) | Año de inicio | Año de finalización |
| ------------------ | ------------------------------------------------------------ | ------------- | ------------------- |
| Hungría            | 97.9                                                         | 1923          | 1924                |
| Hungría            | 4.19 × 1016                                                  | 1945          | 1946                |
| Yugoslavia         | 309 × 106                                                    | 1922          | 1924                |
| Yugoslavia         | 59                                                           | 1984          | 1985                |
| Yugoslavia         | 5 × 1015                                                     | 1992          | 1993                |
| Zaire              | 3 × 1011                                                     | 1996          | 1997                |
| República de China | 2178                                                         | 1949          | 1950                |
| República de China | 399                                                          | 1995          | 1995                |
| Rusia              | 17.8                                                         | 1921          | 1922                |
| Rusia              | 210                                                          | 1991          | 1992                |
| Italia             | 37.5                                                         | 1943          | 1945                |
| Italia             | 18                                                           | 1979          | 1980                |
| Rumania            | 167                                                          | 1998          | 2000                |
| Polonia            | 330                                                          | 1921          | 1924                |
| Polonia            | 188                                                          | 1989          | 1990                |
| Polonia            | 77                                                           | 1992          | 1994                |
| Nicaragua          | 127                                                          | 1986          | 1989                |
| Austria            | 124                                                          | 1921          | 1922                |
| Alemania           | 29 500                                                       | 1920          | 1923                |
| Unión Soviética    | 279                                                          | 1945          | 1949                |
| Argentina          | 3079                                                         | 1989          | 1990                |
| Armenia            | 438                                                          | 1993          | 1994                |
| China              | 4209                                                         | 1947          | 1949                |
| Georgia            | 197                                                          | 1993          | 1994                |
| Azerbaiyán         | 118                                                          | 1991          | 1994                |
| Bolivia            | 120                                                          | 1984          | 1986                |
| Brasil             | 84                                                           | 1989          | 1994                |
| Grecia             | 11 288                                                       | 1942          | 1945                |
| Israel             | 21.2                                                         | 1983          | 1984                |
| Japón              | 30.4                                                         | 1946          | 1947                |
| Perú               | 114                                                          | 1921          | 1924                |
| Perú               | 397                                                          | 1990          | 1990                |
| Zimbabue           | 7.96 × 10                                                    | 2008          | 2008                |
| Tayikistán         | 78                                                           | 1993          | 1996                |
| Turkmenistán       | 63                                                           | 1992          | 1994                |
| Ucrania            | 249                                                          | 1991          | 1991                |
| Corea del Norte    | 100                                                          | 2009          | 2009                |
| Paraguay           | 11                                                           | 1953          | 1953                |
| Venezuela          | 2.68 × 106                                                   | 2013          | 2022                |
| Kazajistán         | 157                                                          | 1992          | 1992                |
| Kazajistán         | 57                                                           | 1994          | 1994                |
| Bulgaria           | 242                                                          | 1997          | 1997                |
| Bélgica            | 53                                                           | 1994          | 1994                |

## Proceso de hiperinflación
Los procesos de hiperinflación se caracterizan por seguir un patrón que puede describirse, de forma simplificada, así:
1. Expansión y burbuja: Crecimiento económico, auge de los mercados y burbujas de valoración de activos.
2. Contracción y crisis: Pánico en el sector financiero, contracción económica, inflación negativa. Reacción Bancos Centrales: reducción tipos interés, inyecciones monetarias.
3. Burbuja y deuda: Expansión de la deuda pública y corporativa. Tipos de interés excepcionalmente bajos.
4. Estabilización: Recuperación mercados de activos, estabilización deuda, disminución de la volatilidad.

Hasta aquí llega el ciclo económico recurrente (1-4-1) (TACE). Sin embargo en ocasiones, cuando la burbuja de deuda es especialmente grande, o los bancos centrales sobrerreaccionan, el escenario evoluciona hacia:
1. Estallido de la burbuja: La inflación se torna masiva, disminuye demanda de deuda, los bancos centrales intervienen comprando deuda. Efecto expulsión de inversores privados, subida de rendimientos de deuda corporativa, crisis de la deuda pública.
2. Crisis cambiaria: Huida de la moneda inflada, círculo vicioso y devaluación o depreciación..
3. Inflación acelerada: La inflación alcanza niveles pre-crisis, y continúa subiendo de forma acelerada a medida que la devaluación de la divisa encarece las importaciones y la salida de fondos de la deuda inunda el mercado de liquidez mientras que la oferta de bienes continúa baja. Se producen subidas de los precios de materias primas y bienes de consumo.
4. PNR: Los bancos centrales no contraen la oferta monetaria, el gasto público sigue creciendo, los déficits aumentan mientras la economía real sigue deprimida y los precios se disparan. La inflación alcanza crecimientos de doble dígito y desencadena una huida hacia bienes reales.
5. Destrucción monetaria: Espiral inflacionista, devaluación divisa, crisis del mercado de bonos.. reducción de demanda monetaria, pérdida de la confianza en la moneda... precios crecen de forma geométrica... finalmente ni siquiera una contracción monetaria es efectiva a medida que se evapora la demanda de efectivo.
6. Una fuerte contracción monetaria, estilo Volcker (1975), Mises (1922), Milei (2024), antes del punto de no retorno puede parar la espiral. Producirá efectos secundarios como: recesión, huelgas, paro, elecciones perdidas e impopularidad.

## El efecto Olivera-Tanzi
La inflación también afecta el valor real de la recaudación tributaria cuando hay rezagos significativos en la recolección de impuestos. El problema es que la obligación se define en una determinada fecha, pero el pago se hace después. En muchos países no existe un mecanismo que conserve el valor real de la obligación tributaria durante el rezago. En consecuencia, un aumento de la tasa de inflación durante este periodo reduce el valor real de la recaudación tributaria. Este fenómeno se conoce como el efecto Olivera-Tanzi (en honor a sus descubridores Julio H. G. Olivera y Vito Tanzi) y puede convertirse en un círculo vicioso. El aumento del déficit fiscal provoca un alza en la inflación, la que a su vez reduce el valor de la recaudación tributaria; la reducción de esta última aumenta el déficit fiscal, y así sucesivamente. Este proceso puede producir desestabilización. De hecho, contribuyó de manera importante en muchos de los casos de altas tasas de inflación experimentadas por los países en desarrollo durante los años ochenta.
Evidentemente el señoreaje (también conocido como impuesto inflación) sustituye en gran parte a los impuestos y al endeudamiento como medio de financiación del Estado en periodos de gran inflación, siendo efecto y a la vez causa de los mismos.